# Tha
Ne doit pas être confondu avec Thāʾ.
Joseph August Tharrats i Pascual, dit Tha, né le 2 octobre 1956 à Barcelone, est un auteur de bande dessinée espagnol. Il est surtout connu dans le monde francophone pour la série humoristique Absurdus Delirium qu'il dessine sur des textes de son frère Joan Tharrats (es) et qui est publiée dans le mensuel Fluide glacial de 1984 à 2005. C'est le neveu du peintre Joan-Josep Tharrats (es).

## Biographie
Né en 1956 à Barcelone, Josep August Tharrats Pascual débute comme encreur chez Bruguera en 1972, et entre dès 1974 à TBO, le principal hebdomadaire jeunesse espagnol, où il dessine la série Fort Baby et participe au hors-série El Habichuelo. Tha utilise alors dans un style franco-belge assez classique. À son retour de service militaire en 1979, il se consacre à un public plus mature, notamment pour des revues de Norma Editorial, généralement en collaboration avec son frère Joan (es) (dit T. P. Bigart) au scénario. Son dessin devient plus personnel. Le duo crée notamment la série de gags en ne page Absurdus Delirium pour le mensuel Cairo, rapidement éditée en album par Norma et traduite en français dans Fluide glacial à partir de 1984.

## Albums en français
- Contes glacés, avec Jorge Zentner, Glénat, coll. « Grands Chapitres », 1987  (ISBN 2723407810).
- Absurdus Delirium, avec Tharrats, AUDIE, coll. « Fluide glacial » :

1. 1989  (ISBN 2-85815-129-6).
2. 1992  (ISBN 2-85815-153-9).
3. 1997  (ISBN 2-85815-218-7).